# Ingvar Harra
Ingvar peut également se référer à Ingvar de Kiev et de Ingvar le-grand-voyageur. Pour le nickel, alliage de fer, voir Invar.
Ingvar Harra (en vieux norrois : Yngvarr Harra, en proto-norrois *Ingu-Hariz et en latin : Yngvar canutus), également connu sous le nom de Ingvar le Grand, est un roi semi-légendaire de Suède du VIIe siècle appartenant à la dynastie des Ynglingar.
Il est le fils d'Eysteinn.

## Histoire
Il récupère le trône suédois pour la Maison d'Yngling après la rébellion des Suédois contre Sölvi.

### Saga des Ynglingar
Snorri Sturluson raconte dans sa Saga des Ynglingar que le roi Ingvar, fils d'Östen, est un grand guerrier qui passe souvent du temps à patrouiller les côtes de son royaume luttant contre les vikings danois et estoniens (Víkingr frá Esthland). Il arrive finalement à un accord de paix avec les Danois, et peut alors s'occuper des vikings estoniens.
En conséquence, il commence à piller l'Estonie en retour et, un été, arrive à un endroit appelé Stein (voir aussi Sveigder). Les Estoniens (sýslu genre) y réunissent une grande armée et attaquent le roi Ingvar lors d'une grande bataille. Les forces estoniennes sont beaucoup trop puissantes et Ingvar tombe, faisant reculer les forces de son armée.
Ingvar est enterré dans un tumulus au lieu-dit la Pierre ou la Colline fortifiée (à Steini) sur les rives de l'Estonie (Aðalsýsla).
Snorri cite une strophe de l'Ynglingatal du scalde Thjódólf des Hvínir à ce sujet.

### Historia Norwegiæ
L'Historia Norwegiæ présente un résumé latin de l'Ynglingatal, source plus tardive que la citation de Snorri (continuant après Eysteinn) :
| Hujus filius Ynguar, qui cognominatus hne canutus, dans expeditione occisus est en quadam insula Baltici maris, quæ ab indigenis Eysysla vocatur. Iste ergo genuit Broutonund, quem Sigwardus frater suus [...]. | Son fils Yngvar, surnommé le Chenu, a été tué par les habitants lors de campagnes sur une île de la mer Baltique appelée Ösel. Yngvar éleva Braut-Ånund, dont le frère, Sigurd, [...] |

L'Ynglingatal mentionne seulement l'emplacement Sysla (zone du tribut), l'Historia Norwegiae mentionne seulement qu'il est mort au cours d'une campagne sur l'île Eycilla, c'est-à-dire Eysysla (Ösel). En plus de son fils Anund (Broutonund), le texte ajoute également un second fils nommé Sigvard.
Thorsteins saga Víkingssonar saute la génération d'Ingvar, et fait de son père Östen le père d'Anund et le grand-père d'Ingjald. Elle ajoute un deuxième fils d'Östen nommé Olaf, qui était le roi de Fjordane en Norvège.

## Famille

### Mariage et enfants
Les sources divergent quant à l'identité de sa ou ses épouses (certaines donnent le nom de Gautrek Gautdottir). Avec peut-être Freva de Holmgard, il aurait eu :
- Anund Ier ;
- Skira Ingvarsson (de) ;
- Sigurd (ou Sigvard) ;
- Olaf (ou Olof).

## Confirmations archéologiques
Bien que sa vie soit teintée de légende, deux bordages à clin scandinaves sont découverts par des équipes d'archéologues en 2008 et 2010 (contenant les restes de 41 guerriers tués au combat, six chiens, deux faucons de chasse et un grand nombre d'armes et autres objets), près du village de Salme sur les rives estoniennes de l'île de Saaremaa, confirmant une grande bataille entre vikings suédois et estoniens aux alentours des VIIe et VIIIe siècles.

### Sources

#### Sources primaires
- Ynglingatal.
- Ynglinga saga (une partie de la Heimskringla ou Saga des rois de Norvège).
- Historia Norwegiae.
- Thorsteins saga Víkingssonar.

#### Sources secondaires
Nerman, B. Det svenska rikets uppkomst. Stockholm, 1925.